# ماسانوری سوگیورا
ماسانوری سوگیورا (انگلیسی: Masanori Sugiura؛ زادهٔ ۲۳ مهٔ ۱۹۶۸) بازیکن بیسبال اهل ژاپن است.